# Anderlecht 3–0 Nottingham Forest (1984)
Anderlecht 3 x 0 Nottingham Forest foi uma partida ocorrida no dia 25 de abril de 1984, válida como a partida de volta da semifinal da Copa da Uefa daquele ano, que entrou para a história por conta de uma das arbitragens mais polêmicas da história do futebol mundial. Com pelo menos duas decisões polêmicas do árbitro espanhol Emilio Guruceta Muro (um pênalti mal marcado que resultou no segundo gol do time da casa, e um gol mal anulado, marcado nos acréscimos pelo time inglês), o Anderlecht fez 3 a 0, reverteu o resultado adverso de 2x0 da partida de ida, e foi à final da competição.
Após muitos anos na obscuridade, esta partida veio à tona novamente em 1997, quando o time belga admitiu ter subornado o árbitro da partida, oferecendo-lhe 18 mil libras, para que este favorecesse sua equipe. Na época, o então presidente do Anderlecht, Constant Vanden Stock, entrou em contato com um gângster local para que este subornasse o árbitro do confronto. A questão é que o caso só voltou à tona após o clube ir a polícia e relatar que dois homens tentarem chantagear um dos dirigentes do clube da época dizendo que revelariam o suborno se não recebessem dinheiro. O dirigente chegou a pagar US$ 1,5 milhão a eles. Após a admissão do suborno, o clube acabou sendo suspenso pela Uefa de competições europeias por uma temporada.
Para piorar, em setembro de 2016, uma investigação da BBC mostrou que a Uefa teve conhecimento da propina recebida pelo árbitro ainda em 1992, mas preferiu acobertar o caso.

## Ficha Técnica da Partida
| 25 de abril de 1984 | Royal Sporting Club Anderlecht                                           | 3 – 0         | Nottingham Forest Football Club | Astrid Park Stadium, Anderlecht, Bruxelas, Bélgica |
|                     | Enzo Scifo 18' · Kenneth Brylle Larsen 55' (pen) · Erwin Vandenbergh 86' | Ficha Técnica |                                 | Público: 36,000 Árbitro: Emilio Guruceta Muro      |

| Anderlecht | Nottingham Forest |

|                |    |                         |  |  |
|                |    |                         |  |  |
| G              | 1  | Jacky Munaron           |  |  |
| Z              | 3  | Walter De Greef         |  |  |
| Z              | 5  | Michel de Groote        |  |  |
| Z              | 2  | Georges Grün            |  |  |
| M              | 10 | Morten Olsen            |  |  |
| M              | 11 | Kenneth Brylle Larsen   |  |  |
| M              | 8  | Wim Hofkens 63'         |  |  |
| M              | 6  | Enzo Scifo              |  |  |
| M              | 7  | René Vandereycken       |  |  |
| A              | 4  | Alexandre Czerniatynski |  |  |
| A              | 9  | Erwin Vandenbergh       |  |  |
| Substituições: |    |                         |  |  |
| M              | 14 | Frank Vercauteren 63'   |  |  |
| Treinador:     |    |                         |  |  |
| Paul Van Himst |    |                         |  |  |

|                |    |                        |  |  |
|                |    |                        |  |  |
| G              | 1  | Hans van Breukelen 56' |  |  |
| LD             | 2  | Viv Anderson           |  |  |
| Z              | 4  | Chris Fairclough       |  |  |
| Z              | 5  | Paul Hart              |  |  |
| LE             | 3  | Kenneth Swain          |  |  |
| V              | 6  | Ian Bowyer             |  |  |
| V              | 10 | Steve Hodge 59' 66'    |  |  |
| M              | 8  | Gary Mills             |  |  |
| M              | 11 | Colin Walsh            |  |  |
| A              | 9  | Peter Davenport        |  |  |
| A              | 7  | Steven Wigley          |  |  |
| Substituições: |    |                        |  |  |
| Z              | 12 | Garry Birtles 66'      |  |  |
| Treinador:     |    |                        |  |  |
| Brian Clough   |    |                        |  |  |